# Великий Вільял
Великий Вілья́л (рос. Большой Вильял, марій. Кугу Вӱръял) — присілок у складі Новотор'яльського району Марій Ел, Росія. Входить до складу Масканурського сільського поселення.

## Населення
Населення — 44 особи (2010; 63 у 2002).
Національний склад (станом на 2002 рік):
- лучні марійці — 100 %